# Cap Saint-Vincent (Mars)
Pour l’article homonyme, voir Cap Saint-Vincent.
Le cap Saint-Vincent est un cap rocheux au bord du cratère Victoria sur la planète Mars.
Une photographie du cap a été prise par le robot Opportunity le 6 mai 2007.